# Prowincja Muczinga
Prowincja Muczinga – prowincja w Zambii, powstała w 2011 poprzez podzielenie Prowincji Północnej. Znajduje się w północno-wschodniej części kraju. Od zachodu graniczy z prowincją Luapula, od północnego zachodu z prowincją Północną, od wschodu z prowincją Wschodnią oraz z prowincją Centralną. Na północy graniczy z Tanzanią, a na wschodzie z Malawi. Jej największym miastem i stolicą jest Chinsali.

## Dystrykty
Prowincja dzieli się na 8 dystryktów:
| - dystrykt Chinsali - dystrykt Isoka - dystrykt Mafinga - dystrykt Mpika - dystrykt Nakonde - dystrykt Kanchibiya - dystrykt Lavushimanda - dystrykt Shiwangandu |

## Gospodarka

### Rolnictwo

#### Hodowla
Hodowanie różnych zwierząt to główne zajęcie miejscowego społeczeństwa. Najczęściej hodowanymi zwierzętami są:
- Drób – 386 202 sztuk
- Kozy – 92 179 sztuk
- Bydło – 82 285 sztuk
- Świnie – 29 554 sztuk
- Owce – 15 791 sztuk

#### Uprawy
Kukurydza uprawiana jest przez największą liczbę rolników, natomiast zbierany w największej ilości jest maniok (352 772 tony, 2016 r.). W dużych ilościach uprawiane są również:
- Kukurydza – 126 097 ton
- Ryż – 20 453 ton
- Proso palcowe – 11 692 ton
- Orzeszki ziemne – 10 187 ton

### Leśnictwo
Główną plantacją drzew jest Plantacja Shiwang'andu. Znajduje się w Dystrykcie Shivangandu ok. 130 km od Chinsali. Jej powierzchnia wynosi 28 000 ha. W sezonie 2020/2021 posadzono nowe drzewa na 1905 ha ziemi, z tego 57,7% (1100 ha) to sosna, reszta (805 ha) to eukaliptus.

## Najważniejsze obiekty przyrodnicze[3]

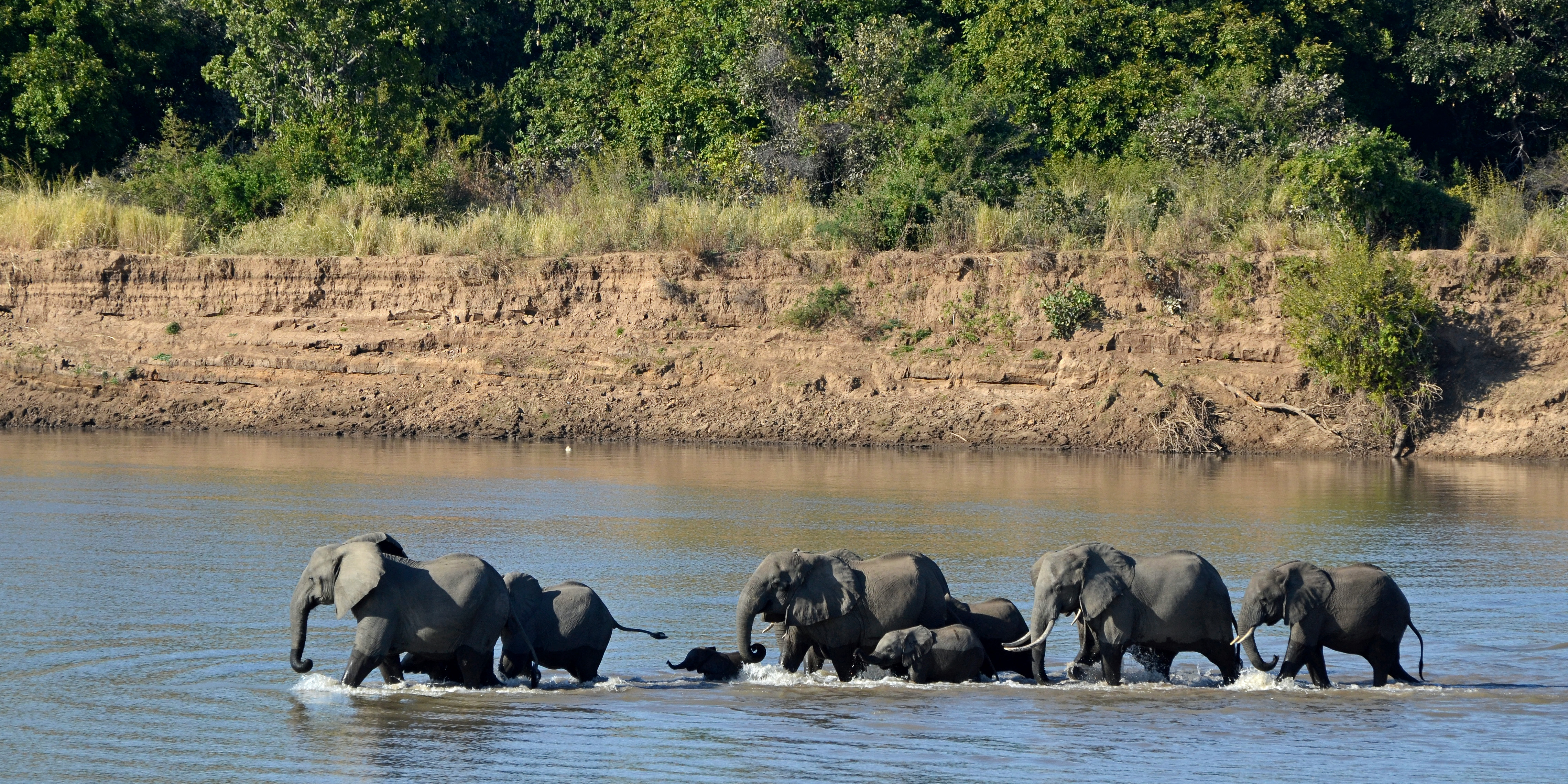
Słonie w rzece Luangwa

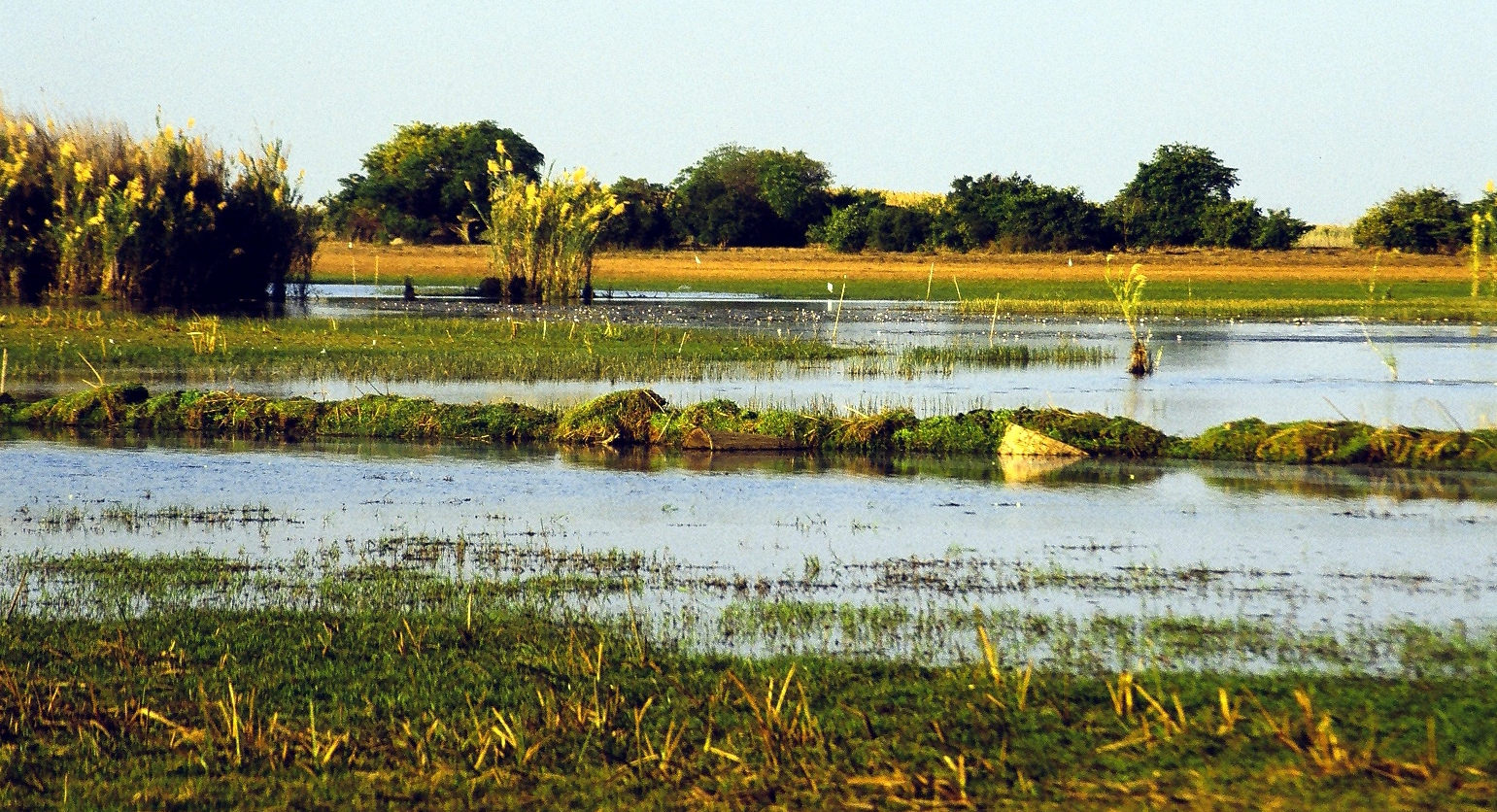
Bagna Bangweulu

- Południowa część rzeki Luangwy, która znajduje się w Parku Narodowym
- Rzeka Chambeshi
- Charakterystyczne dla tego regionu liczne wodospady
- Gorące źródła Kapishya
- Bagna Bangweulu
- Wodospady Kalambo